# Azerbaiyán en los Juegos Olímpicos de Nagano 1998
Azerbaiyán estuvo representado en los Juegos Olímpicos de Nagano 1998 por cuatro deportistas, dos hombres y dos mujeres, que compitieron en patinaje artístico sobre hielo.
La portadora de la bandera en la ceremonia de apertura fue la patinadora artística Yuliya Vorobyova. El equipo olímpico azerbaiyano no obtuvo ninguna medalla en estos Juegos.